# Курский 125-й пехотный полк
125-й пехотный Курский полк — пехотная воинская часть Русской императорской армии. Полк входил в состав 32-й пехотной дивизии.

## Формирование и кампании полка
Полк сформирован 6 апреля 1863 года из 4-го резервного батальона и бессрочно-отпускных Минского пехотного полка, в составе двух батальонов, под названием Минского резервного пехотного полка. 13 августа 1863 г. полк был переформирован в три батальона с тремя стрелковыми ротами и назван Курским пехотным полком. При сформировании Курскому полку было передано старшинство Минского пехотного полка и следующие знаки отличия: в 1-м и 3-м батальонах — Георгиевские знамёна с надписью: «За Севастополь в 1854 и 1855 гг.» и знаки на головные уборы: в 1-м батальоне — с той же надписью, и в 3-м батальоне — «За Севастополь с 13 сентября 1854 по 27 августа 1855 гг.» 25 марта 1864 года к названию полка присоединён № 125.

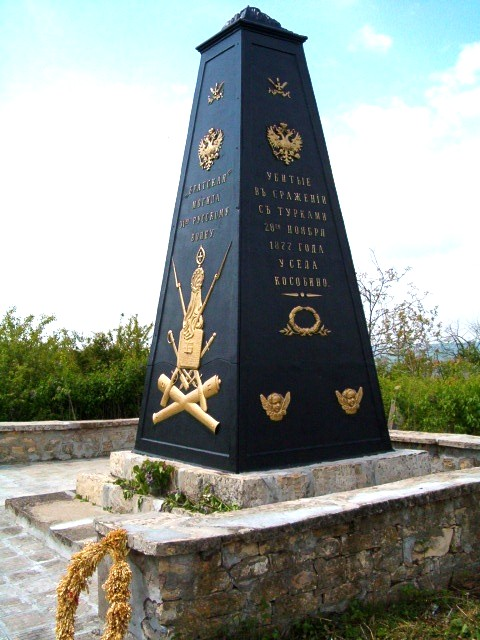
Памятник погибшим воинам в Посабине

Перед началом русско-турецкой войны Курский полк был мобилизован и, перейдя 15 апреля 1877 г. границу Румынии, назначен для наблюдения Дуная  от Абджига до оз. Гречиходор. После Первой Плевны Курский полк был выслан на подкрепление осадного корпуса и доблестно участвовал в атаке 18 июля укреплений Плевны: 1-й и 2-й батальоны — на левом фланге, в отряде князя Шаховского, а 3-й батальон — со стороны Ловчинского шоссе, в колонне М. Д. Скобелева. В конце июля полк вошёл в состав Тырновского отряда и, заняв оборонительную позицию у деревни Бракницы, отбил 17, 18 и 22 августа атаки турок. 9 сентября, при атаке Чаиркиойской позиции, Курский полк геройски встретил значительно превосходящего в силах неприятеля и, перейдя к концу боя в наступление, отбросил турок с большим уроном. За участие в этой войне Курскому полку были пожалованы 17 апреля 1878 года — 1-му и 3-му батальонам Георгиевские рожки и 2-му батальону — знаки на головные уборы с надписями: «За отличие в турецкую войну 1877—78 гг.».
7 апреля 1879 года из трёх стрелковых рот и вновь образованной 16-й роты сформирован 4-й батальон.
16 августа 1906 года Курский полк праздновал столетний юбилей и получил новое Георгиевское знамя с добавочной надписью «1806—1906» и с Александровской юбилейной лентой.
Полковой праздник — 30 января.
Расформирован в январе 1918 года.

## Знаки отличия полка
- Георгиевское знамя с надписью «За Севастополь в 1854—55 гг.» и «1806—1906», с Александровской юбилейной лентой.
- Знаки отличия: нагрудные для офицеров и на головные уборы для нижних чинов с надписью в 1-м и 4-м батальонах: «За Севастополь в 1854—55 гг.», во 2-м батальоне: «За отличие в турецкую войну 1877—78 гг.» и в 3-м батальоне: «За Севастополь с 13 сентября 1854 по 27 августа 1855 гг.».
- Георгиевские рожки с надписью «За отличие в турецкую войну 1877—78 гг.».

## Командиры полка

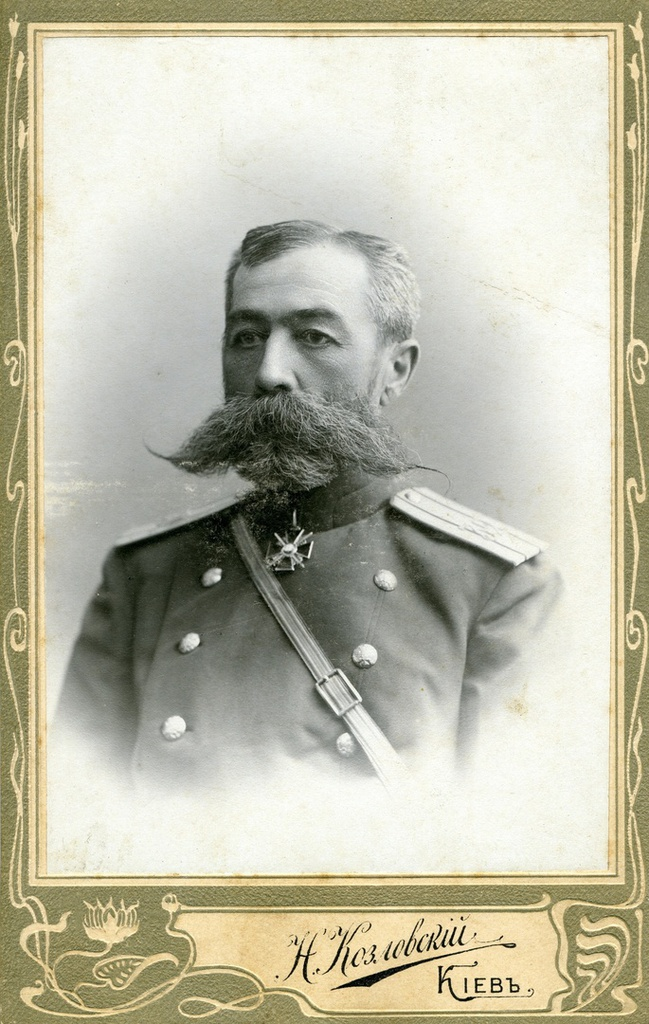
Командир полка полковник А. Н. Кривошеев, 1908 г.

- 21.04.1863[3] — 19.10.1869 — полковник Соколов, Николай Иванович
- 31.10.1869 — 14.09.1877 — полковник Ракуза, Пётр Яковлевич
- 14.09.1877 — 23.04.1881 — полковник Дометти, Николай Александрович
- 23.04.1881 — 11.07.1888 — полковник Лесли, Дмитрий Николаевич
- 17.07.1888 — 24.02.1897 — полковник Репин, Пётр Афанасьевич
- 12.03.1897 — 13.05.1898 — полковник фон Фохт, Николай Александрович
- 27.07.1898 — 23.02.1901 — полковник Мячков, Александр Николаевич
- 16.04.1901 — 26.11.1902 — полковник Надеин, Митрофан Александрович
- 03.02.1903 — 03.07.1906 — полковник Гончаренко, Михаил Иванович
- 19.07.1906 — 06.10.1911 — полковник Кривошеев, Андрей Николаевич
- 14.10.1911 — 31.03.1912 — полковник Абрамович, Филипп Семёнович
- 31.03.1912 — 09.11.1913 — полковник Политьев, Анастасий Егорович
- 09.11.1913 — 26.04.1916 — полковник (с 16.04.1916 генерал-майор) Никифоров, Николай Константинович
- 26.04.1916 — 18.03.1917 — полковник Савельев, Николай Петрович
- 26.04.1917 — хх.хх.хххх — полковник Эше, Павел-Фридрих Адольфович

## Известные люди, служившие в полку
- Айгустов, Николай Алексеевич — генерал-лейтенант, Енисейский губернатор.
- Гурковский, Алексей Павлович — генерал-лейтенант, герой русско-турецкой войны 1877—1878 годов, комендант Москвы.
- Похазников, Пётр Николаевич — штабс-капитан, впоследствии советский военачальник, генерал-майор (1941).
- Сергиевский, Борис Васильевич — лётчик испытатель, ас первой мировой, общественный деятель.
- Черноглазов, Порфирий Дмитриевич — генерал-майор, участник Гражданской войны.
- Эрнрот, Казимир Густавович — русский и болгарский военачальник и государственный деятель.

## Другие формирования этого имени
- В русской армии существовал ещё другой Курский пехотный полк (Украинского корпуса), сформированный в 1763 г. и в 1833 г. полностью вошедший в состав Смоленского пехотного полка, часть последнего в 1863 г. была выделена на сформирование Ярославского пехотного полка, в котором было сохранено старшинство старого Курского полка.